# Gutshaus Scharpenhufe

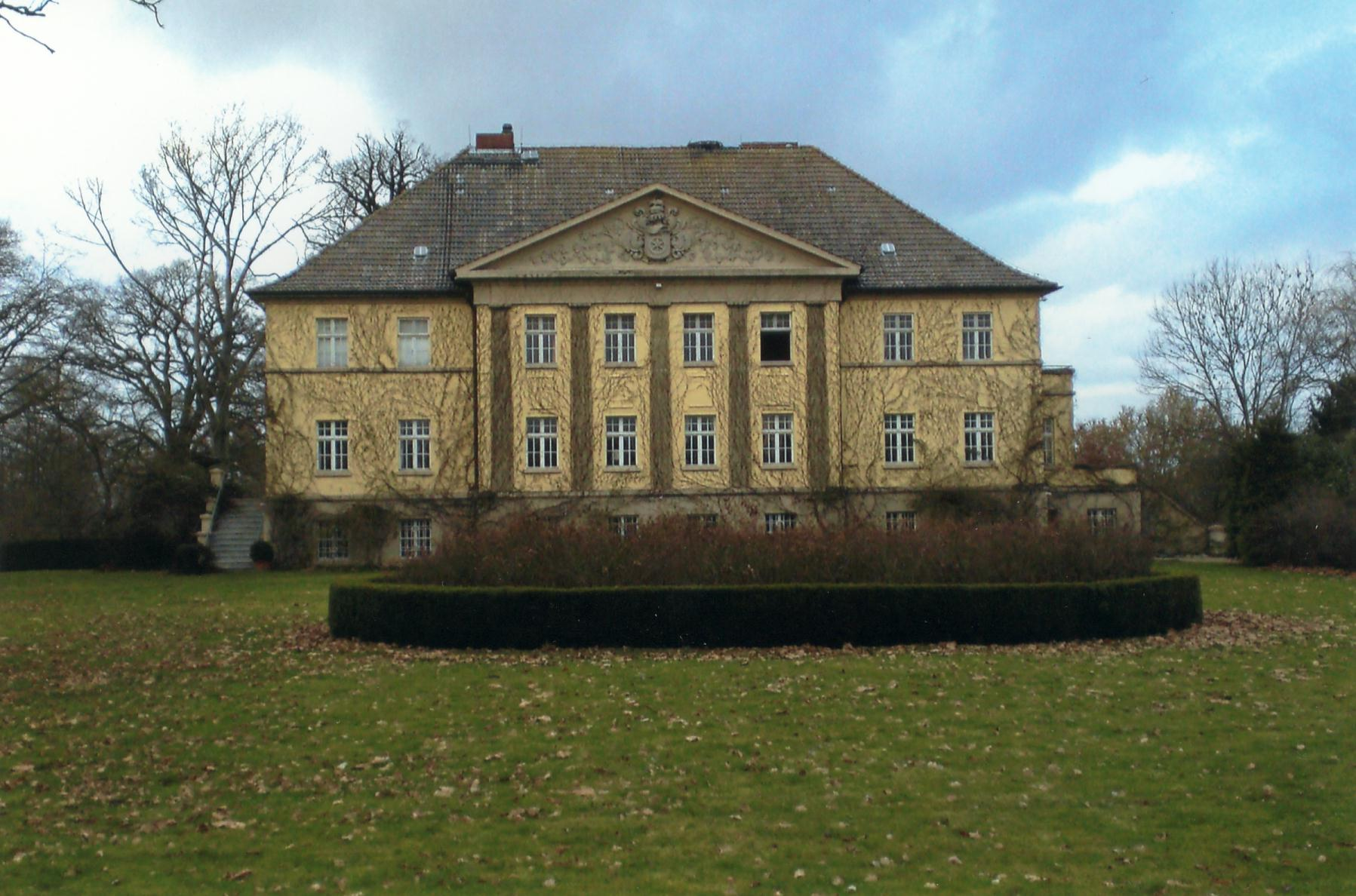
Herrenhaus der Familie von Jagow in Scharpenhufe

Das Gutshaus Scharpenhufe ist das ehemalige Gutshaus des Ritterguts Scharpenhufe in Scharpenhufe in der Altmark.

## Geschichte
Das Gut Scharpenhufe in Scharpenhufe bei Pollitz ist seit dem 15. Jahrhundert nachweisbar. Es befand sich jahrhundertelang im Besitz der Familie von Jagow. Früh ist ein Andreas von Jagow auf Aulosen und Scharpenhufe genannt, mit seiner Ehefrau Godela von dem Knesebeck, als Ehegeld werden 1500 Thaler im Sommer 1638 genannt. Dann ist Thomas von Jagow beurkundet (1635–1707). Scharpenhufe gehörte zunächst lange zur Familienlinie Aulosen, im 18. Jahrhundert dem Osterburger Landrat und Deichhauptmann Wilhelm von Jagow, dann dessen Nachfahre Alexander von Jagow, der ebenso Deichhauptmann war. Das Rittergut war landtagsfähig, d. h. der jeweilige Besitzer war Mitglied der Altmärkischen Stände bzw. ab 1824 des Kommunallandtags der Altmark.
Bis zum Dreikaiserjahr war der Politiker Karl (Carl) von Jagow, Fideikommissherr auf Rühstädt, auch Grundbesitzer auf Scharpenhufe. Das Gutshaus Scharpenhufe erbte zunächst der zweite Sohn, der Landrat des Kreises Osterburg, Hermann von Jagow-Scharpenhufe, liiert mit der Fabrikantentochter Ellinor Loebbecke. Anfang der 1920er Jahre stand dem Gutsbesitzer ein Administrator in der Verwaltung zur Seite. Dies war zumeist bei kreditlichen Belastungen eine Auflage der regional tätigen Ritterschaftsbanken. Der Gutsbereich Scharpenhufe umfasste gesamt etwa 537 ha. Dazu gehörten das Rittergut, mit Rittergut Natewisch, Kolonie Dosse und Fischerhaus Ganseburg. Zeitweise lebte Herr von Jagow in Gehrhof. 1923 wiederum folgte der Sohn Günter von Jagow (1866–1930) auf Stresow, verheiratet mit der Gutsbesitzerstochter Ulrike Schulz-Rosengarten. Ihre Kinder sind alle in Stresow geboren, der jüngste Sohn Burchhard von Jagow dagegen in Scharpenhufe. Nach dem Genealogischen Handbuch des Adels galt nach 1930 Arnd von Jagow-Biesehof (1920–2014), er war von 1993 bis 2000 Vorsitzender des Familienverbandes der von Jagow, als Erbe.
Im Zuge der Bodenreform in der Sowjetischen Besatzungszone wurde der Eigentümer 1946 enteignet. Nach der Wiedervereinigung erwarben die früheren Eigentümer das Gut zurück. Das Gutshaus steht unter Denkmalschutz und wird touristisch genutzt. Heute bewirtschaftet Günter von Jagow die alte Besitzung und lebt auch mit seiner Familie auf Scharpenhufe.